# Српска православна црква Светог Николе у Шуљму
Српска Православна црква Светог Николе је богослужбени православни храм у Шуљму код Сремске Митровице. Црква припада Епархији сремској Српске православне цркве. Црква је данас посвећена Светом Николи.
Црква је споменик културе од великог значаја.

## Историјат
Црква Светог Николе у Шуљму изграђена је у другој половини 18. века (претпоставка: 1769. године). Изградња торња везује за годину 1845. Радови на обнови цркве спроведени су 1970-их. Спољашњост цркве је „освежена“ последњих година.

## Значај
Црква Светог Николе је једнобродна грађевина барокне основе с олтарском апсидом на источној страни и барокним звоником призиданим на западу. Иконостас је настао крајем 18. века у духу барока и рококоа, има вредну резбарију. Иконе осликао Николај Петровић.